# Uli Bajo
Uli Bajo (Ulibeiti en euskera y cooficialmente) es un lugar que se encuentra despoblado de la Comunidad Foral de Navarra (España), perteneciente al municipio de Lónguida en la merindad de Sangüesa.
Hay constancia que en 1280 este núcleo de población era una villa de señorío realengo. 
En 1418 Eneco Gil Martínez de Maquirrain realizó una enajenación de tierras a favor de Miguel García de Maquirriain. En 1574 hay constancia documental de que esta localidad junto a Mugueta, se les condenó a pagar a Juan de Beaumont la pecha que debían.
El pueblo se encuentra deshabitado desde finales del siglo XX, sin embargo en la actualidad sus tierras siguen siendo cultivadas y hay alguna nave de uso agrícola. Su iglesia de la Purísima Concepción y sus casas, alguna que portaron escudo nobiliario, se encuentran en ruinas.